# Lista de representantes permanentes da Itália nas Nações Unidas
Esta é uma lista de representantes permanentes da Itália, ou outros chefes de missão, junto da Organização das Nações Unidas em Nova Iorque.
A Itália foi admitida como membro das Nações Unidas a 14 de dezembro de 1955.
| Início | Término | Representante permanente (Chefe de missão) | Cargo                    | Credenciais |
| ------ | ------- | ------------------------------------------ | ------------------------ | ----------- |
| 1947   | 1951    | Luciano Mascia                             | Observador permanente    | -           |
| 1951   | 1953    | Gastone Guidotti                           | Observador permanente    | -           |
| 1953   | 1955    | Alberico Casardi                           | Observador permanente    | -           |
| 1955   | 1956    | Alberico Casardi                           | Representante permanente |             |
| 1956   | 1958    | Leonardo Vitetti                           | Representante permanente |             |
| 1958   | 1961    | Egidio Ortona                              | Representante permanente |             |
| 1961   | 1964    | Vittorio Zoppi                             | Representante permanente |             |
| 1964   | 1973    | Piero Vinci                                | Representante permanente |             |
| 1973   | 1975    | Eugenio Plaja                              | Representante permanente |             |
| 1975   | 1979    | Piero Vinci                                | Representante permanente |             |
| 1979   | 1984    | Umberto La Rocca                           | Representante permanente |             |
| 1984   | 1988    | Maurizio Bucci                             | Representante permanente |             |
| 1988   | 1989    | Giovanni Migliuolo                         | Representante permanente |             |
| 1989   | 1993    | Vieri Traxler                              | Representante permanente |             |
| 1993   | 1999    | Francesco Paolo Fulci                      | Representante permanente |             |
| 1999   | 2003    | Sergio Vento                               | Representante permanente | 1999-12-22  |
| 2003   | 2008    | Marcello Spatafora                         | Representante permanente | 2003-04-04  |
| 2008   | 2009    | Giulio Terzi di Sant'Agata                 | Representante permanente | 2008-08-25  |
| 2009   | 2013    | Cesare Maria Ragaglini                     | Representante permanente | 2009-10-08  |
| 2013   | atual   | Sebastiano Cardi                           | Representante permanente | 2013-09-20  |